# Nagypikkelyű koncér
A nagypikkelyű koncér (Achondrostoma oligolepis) a sugarasúszójú halak (Actinopterygii) osztályának pontyalakúak (Cypriniformes) rendjébe, ezen belül a pontyfélék (Cyprinidae) családjába tartozó faj.

## Előfordulása
A nagypikkelyű koncér a portugáliai Cintra, Alcobaca és Coimbra folyók, illetve a környék álló- és lassú folyású vizeinek lakója.

## Megjelenése
A hal háta magas, teste mérsékelten nyújtott, a hazai bodorkáéhoz hasonló, feje viszonylag kicsi. Kis szájnyílása végállású. Nagy, kerekded pikkelyei vannak, 42-45 az oldalvonal mentén. Mellúszói 17-18, hátúszója 10 (-11), farok alatti úszója 10-11 sugarú. Garatfogai egysorosak, 5-5. Háta a szürkészöldtől az olajzöldig változik, fémfényű. Oldala világosszürke, kékes és aranyszínű csillogással. Hasa ezüstösen csillogó. A kopoltyúfedőtől a farokúszóig világosszürke hosszanti csík vonul. Hátúszója feketés, a többi a pirosastól a narancsszínűig változik, világoskék szegéllyel. Testhossza 15-18 centiméter, legfeljebb 25 centiméter.

## Életmódja
A nagypikkelyű koncér rajhal, szívesen tartózkodik a vízinövények sűrűjében, parti vizekben. Tápláléka állati és növényi plankton, rovarok és rovarlárvák.

## Szaporodása
Április és július között ívik, ilyenkor a hímek kopoltyúfedőin, fejtetőjén és hátán élénk nászkiütések jelennek meg. A körülbelül 1,5 milliméter átmérőjű ragadós ikrák (a nőstény nagyságától függően 20 000-50 000) a sekély parti vizek növényein tapadnak meg. A kelési idő 1-2 hét. Kikelésük után a lárvák a fejükön lévő ragadós mirigy segítségével néhány napig még a növényekre tapadnak, és a szikzacskójukból táplálkoznak.